# Pilica (Mazovie)
Pour les articles homonymes, voir Pilica (homonymie).
Pilica (prononciation : [piˈlit͡sa]) est un village polonais de la gmina de Warka dans le powiat de Grójec de la voïvodie de Mazovie dans le centre-est de la Pologne.
Il se situe à environ 4 kilomètres au nord-est de Warka (siège de la gmina), 268 kilomètres à l'est de Grójec (siège du powiat) et à 50 kilomètres au sud de Varsovie (capitale de la Pologne).
Le village possède approximativement une population de 210 habitants.

## Histoire
Pendant la Seconde Guerre mondiale, la région a été fortement disputée et le village a été dans la ligne de front pendant cinq mois depuis le début d'août 1944, lorsque l'armée soviétique a établi une tête de pont stratégique à Magnuszew sur la rive ouest de la Vistule, suivie par des contre-attaques allemandes, jusqu'au succès de la percée soviétique le 12 janvier 1945.
De 1975 à 1998, le village appartenait administrativement à la voïvodie de Radom.